# Opta Sports
Opta Sports è una società appartenente al gruppo Stats Perform di elaborazione dati sportivi con sede principale a Londra e altri uffici localizzati in tutto il mondo. Il lavoro svolto all'interno delle varie sedi è quello di raccogliere e analizzare i dati relativi a vari tipi di sport, in particolare il calcio; questi vengono archiviati e in tempo reale distribuiti in rete dopo pochi istanti che l'azione è avvenuta in campo. Il materiale raccolto è immagazzinato nel database che va a formare il più grande archivio sportivo del mondo.
I dati vengono utilizzati anche nei settori delle scommesse, stampa e media online, broadcasting e sponsorizzazioni. Tra i principali clienti troviamo Sky Sport, ESPN, William Hill e The Guardian.

## Storia
La società è stata fondata nel 1996 con la fusione tra Opta Sportsdata e SportingStatz. Il marchio Opta è stato accostato per la prima volta alla Premier League con l'utilizzo di un nuovo sistema di valutazione: l'Opta Index. Nel 2005 Opta comincia a lavorare in Germania e adotta metodologie di analisi dei dati sempre più all'avanguardia relativi al mondo del calcio. Vengono quindi incluse la codificazione dei tempi e le coordinate spaziali. Nel 2006 la società apre una sede in Italia e nel 2009 anche in Francia. Nel 2010 viene aperto un ufficio a Leeds dove vengono raccolti i dati relativi al rugby. Nel 2011 Opta va oltre oceano e apre una sede a New York per seguire la Major League Soccer e una a Sydney. Nel 2012 viene riconosciuta dal ECB (l'organo di governo del cricket in Inghilterra e Galles) come fornitore ufficiale di dati riguardanti il cricket inglese. Nello stesso anno viene aperto un ufficio a Montevideo, in Uruguay. Nel 2013 la società è divenuta fornitrice ufficiale dei dati di Bundesliga e 2. Bundesliga, e in seguito è stata acquistata dal gruppo Perform. Nel 2019 è stata acquisita da Stats Perform in seguito alla vendita da parte del gruppo Perform della sua divisione che si occupava di elaborazione di dati sportivi.